# Río Scorff
El río Scorff es un río costero del departamento francés de Morbihan, en la región de Bretaña y desemboca en el océano Atlántico.

## Geografía
El río Scorff tiene una longitud de 78 km. Nace al norte de Langoëlan y atraviesa el departamento de Morbihan, pasando por Guémené-sur-Scorff y Pont-Scorff. A partir de Pont-Scorff su curso se ensancha y está sometido a las mareas, formando una ría. Finaliza su recorrido en Lorient, donde se une al río Blavet en la rada de Lorient.
Pasa por los molinos de Quelen (Milin ar Kelenn, o molino del Acebo), del Paraíso (Milin ar Baradoz), de Tronscorff (Milin Draoñ Scorv, o molino del valle de Scorff), de Nicol, de Milin vras, Pont Bihan...

## Hidrografía
El río Scorff presenta en Pont Kerlo en Plouay un área de cuenca de 300 km² (aproximadamente el 60% de su cuenca entera hasta su desembocadura en la rada de Lorient) y su caudal medio interanual es 5,02 m³/s. Su caudal mensual oscila entre 10,1 m³/s durante la marea alta en invierno y 1,36 m³/s en estiaje en verano (ver histograma). Las fluctuaciones en el caudal son mucho más grandes en períodos más cortos.
Caudal medio mensual medido en la estación hidrológica Plouay (Pont Kerlo)
 (en m³/s, con datos calculados de 53 años)
El caudal máximo diario registrado es de 93.00 m³/s (medido el 15 de febrero de 1974) y el caudal mínimo registrado durante tres días consecutivos fue de 0.111 m³/s (medido entre el 29 y 31 de agosto de 1976 durante una sequía histórica). El caudalde agua que pasa en su cuenca es de 530 milímetros al año, valor relativamente alto comparable a la de las cuencas hidrográficas adyacentes.